# NGC 4922/1
NGC 4922/1 је елиптична галаксија у сазвежђу Береникина коса која се налази на NGC листи објеката дубоког неба.
Деклинација објекта је + 29° 18' 28" а ректасцензија 13h 1m 24,7s. Привидна величина (магнитуда) објекта NGC 4922 износи 13,2 а фотографска магнитуда 14,2. NGC 49221 је још познат и под ознакама UGC 8135, MCG 5-31-99, CGCG 160-96, IRAS 12590+2934, VV 609, DFOT 294, KCPG 363A, PGC 44896.